# Kuvajtská hokejová reprezentace
Kuvajtská hokejová reprezentace je národní hokejové mužstvo Kuvajtu. Hokejová federace sdružuje 339 registrovaných hráčů (z toho 97 seniorů), majících k dispozici dvě haly s umělou ledovou plochou. Kuvajt je členem Mezinárodní federace ledního hokeje od roku 1985 (v roce 1992 byl vyloučen pro nedostatečnou činnost ledního hokeje, znovu byl přijat 8. května 2009).

## Mezistátní utkání Kuvajtu
30. 1. 1999  Japonsko 44:1 Kuvajt 
1. 2. 1999  Čína 35:1 Kuvajt 
3. 2. 1999  Mongolsko 5:4 Kuvajt 
26. 1. 2007  Kuvajt 15:2 Macao 
29. 1. 2007  Čína 11:1 Kuvajt 
30. 1. 2007  Spojené arabské emiráty 6:2 Kuvajt 
2. 2. 2007  Kuvajt 10:2 Malajsie 
16. 6. 2008  Kuvajt 8:2 Alžírsko 
17. 6. 2008  Kuvajt 6:3 Maroko 
18. 6. 2008  Spojené arabské emiráty 3:2 Kuvajt 
19. 6. 2008  Kuvajt 9:0 Maroko 
20. 6. 2008  Spojené arabské emiráty 4:1 Kuvajt 
8. 1. 2010  Kuvajt 10:3 Bahrajn 
29. 3. 2010  Malajsie 5:1 Kuvajt 
30. 3. 2010  Thajsko 5:0 Kuvajt 
31. 3. 2010  Kuvajt 4:2 Singapur 
1. 4. 2010  Macao 2:2 Kuvajt 
3. 4. 2010  Mongolsko 4:1 Kuvajt 
4. 4. 2010  Kuvajt 2:0 Macao 
25. 5. 2010  Kuvajt 10:3 Saúdská Arábie 
27. 5. 2010  Kuvajt 5:0 Omán 
30. 5. 2010  Spojené arabské emiráty 4:1 Kuvajt 
28. 1. 2011  Mongolsko 3:2 Kuvajt 
29. 1. 2011  Malajsie 12:7 Kuvajt 
31. 1. 2011  Thajsko 5:3 Kuvajt 
1. 2. 2011  Spojené arabské emiráty 5:2 Kuvajt 
4. 2. 2011  Kyrgyzstán 15:4 Kuvajt 
5. 2. 2011  Kuvajt 23:0 Bahrajn 
25. 4. 2011  Kuvajt 8:3 Macao 
26. 4. 2011  Kuvajt 39:2 Indie 
27. 4. 2011  Spojené arabské emiráty 2:0 Kuvajt 
29. 4. 2011  Thajsko 6:3 Kuvajt 
30. 4. 2011  Hongkong 6:1 Kuvajt 
19. 3. 2012  Kuvajt 12:2 Tchaj-wan 
20. 3. 2012  Spojené arabské emiráty 6:0 Kuvajt 
22. 3. 2012  Thajsko 8:2 Kuvajt 
23. 3. 2012  Kuvajt 13:2 Indie 
24. 3. 2012  Thajsko 5:4 Kuvajt 
25. 3. 2012  Malajsie 5:3 Kuvajt 
28. 5. 2012  Kuvajt 13:2 Bahrajn 
29. 5. 2012  Kuvajt 11:0 Omán 
30. 5. 2012  Spojené arabské emiráty 3:2 Kuvajt 
31. 5. 2012  Kuvajt 11:1 Omán 
01. 6. 2012  Spojené arabské emiráty 3:1 Kuvajt 
16. 3. 2013  Thajsko 10:0 Kuvajt 
17. 3. 2013  Tchaj-wan 13:1 Kuvajt 
19. 3. 2013  Spojené arabské emiráty 6:1 Kuvajt 
20. 3. 2013  Kuvajt 6:2 Malajsie 
22. 3. 2013  Kuvajt 4:3 Malajsie 
23. 3. 2013  Tchaj-wan 21:0 Kuvajt 
24. 3. 2013  Mongolsko 11:0 Kuvajt 
16. 3. 2014  Spojené arabské emiráty 5:1 Kuvajt 
17. 3. 2014  Tchaj-wan 16:1 Kuvajt 
19. 3. 2014  Mongolsko 3:1 Kuvajt 
20. 3. 2014  Hongkong 6:0 Kuvajt 
22. 3. 2014  Thajsko 10:2 Kuvajt 
6. 6. 2014  Kuvajt 6:0 Omán 
7. 6. 2014  Kuvajt 10:5 Katar 
9. 6. 2014  Spojené arabské emiráty 2:0 Kuvajt 
10. 6. 2014  Kuvajt 4:2 Omán 
12. 6. 2014  Spojené arabské emiráty 5:0 Kuvajt 
18. 4. 2015  Kuvajt 5:3 Singapur 
19. 4. 2015  Kuvajt 10:2 Indie 
21. 4. 2015  Kuvajt 1:0 Malajsie 
22. 4. 2015  Kuvajt 5:0 Omán 
24. 4. 2015  Kuvajt 9:3 Kyrgyzstán 
28. 1. 2016  Kuvajt 17:1 Omán 
29. 1. 2016  Kuvajt 7:4 Katar 
30. 1. 2016  Spojené arabské emiráty 7:0 Kuvajt 
1. 2. 2016  Katar 5:3 Kuvajt 
2. 2. 2016  Kuvajt 5:4 Omán 